# Saarstahl Ascoval
Saarstahl Ascoval est une entreprise française, détenue par Saarstahl AG, exploitant une aciérie à Saint-Saulve, dans le département du Nord.

## Historique

### 2016: création de la coentreprise par Vallourec et Ascometal
Ascoval est créée fin 2016, alors que Vallourec souhaite vendre son aciérie de Saint-Saulve, en tant que coentreprise détenue à 60 % par Asco Industries (Ascometal) et 40 % par Vallourec.
Le 22 novembre 2017, Ascometal est placé en redressement judiciaire, puis repris par le groupe suisse Schmolz + Bickenbach, qui ne souhaite pas conserver Ascoval. Après onze mois d'incertitude et de nombreux projets de reprises présentés par la société Altifort, celle-ci est désignée repreneur en décembre 2018. Mais la reprise est annulée deux mois plus tard car Altifort se révèle incapable d'apporter l'argent promis. Le 27 mars 2019, le tribunal de Grande Instance de Strasbourg laisse un nouveau délai d'un mois à Ascoval après le dépôt de quatre dossiers de reprise pour le site de Saint-Saulve. Les groupes ayant déposé leurs dossiers de reprise sont : British Steel, Calvi Network, le fonds Secufund et l’industriel valenciennois Pascal Cochez,. 

### 2019: British Steel acquiert Ascoval
En mai 2019, c'est finalement le groupe British Steel Limited qui prend le contrôle d'Ascoval (ou plus précisément sa maison-mère Olympus Steel) ; mais il est déclaré en faillite quelques jours après.
En août 2020, l'offre de reprise du site de Saint-Saulve par le britannique Liberty Steel est validée par le tribunal de grande instance de Strasbourg et par le ministère de l'économie, en même temps que l'usine de rails d'Hayange. Les deux usines recycleront et fabriqueront des « rails verts » destinés au marché ferroviaire,. Liberty Steel annonce en mai 2021 être à la recherche d'éventuels repreneurs.

### 2021: l'allemand Saarstahl rachète Ascoval
En août 2021, le groupe sidérurgiste allemand Saarstahl AG rachète le site de Saint-Saulve. Dès lors, Ascoval devient « Saarstahl Ascoval ».
En novembre de la même année, les syndicats de l'usine alertent les médias de la possible délocalisation temporaire en Allemagne de la moitié de la production malgré un carnet de commande plein. La décision est annulée quelques jours plus tard.  

## L'usine
L'aciérie est démarrée en 1975 par la Société des Aciéries d'Anzin. C'est une unité moderne, conçue autour d'un four à arc électrique de 60 tonnes et d'une coulée continue capable de couler des ronds de 120 à 210 mm de diamètre, destinés à la production de tubes.